# تاريخ معالجة اللغة الطبيعية
يصف تاريخ معالجة اللغة الطبيعية أوجه التطور في معالجة اللغة الطبيعية (موجز معالجة اللغة الطبيعية). هناك بعض التداخل بين تاريخ الترجمة الآلية، وتاريخ التعرف على الكلام وتاريخ الذكاء الاصطناعي.

## البحث والتطوير
يعود تاريخ الترجمة الآلية إلى القرن السابع عشر، عندما قدم فلاسفة مثل لايبنتس وديكارت مقترحات لرموز من شأنها أن تربط الكلمات بين اللغات. ظلت جميع هذه المقترحات نظرية، ولم ينتج عن أيها إنشاء آلة حقيقية.
قُدّمت أول طلبات للحصول على براءات اختراع لـ«آلات ترجمة» في منتصف ثلاثينيات القرن العشرين. كان الطلب الذي قدمه جورج أرتسروني مجرد قاموس تلقائي ثنائي اللغة يستخدم شريطًا ورقيًا. كان الطلب الآخر الذي قدمه بيتر ترانسكي، الروسيّ، أكثر دقة. تضمن القاموس الثنائي اللغة، وطريقة للتعامل مع الأدوار النحوية (مواقع الكلمات) بين اللغات، مستندًا إلى الإسبرنتو (لغة دولية مبتكرة).
في عام 1950، نشر آلان تورنغ مقالته الشهيرة «آلات الحوسبة والذكاء» التي قدمت ما يسمى الآن اختبار تورنغ ليكون معيارًا للذكاءالاصطناعي. يعتمد هذا المعيار على قدرة برنامج الكمبيوتر على انتحال صفة إنسان في محادثة كتابية مع حَكمٍ بشري في زمن حقيقي، بشكل جيد بما فيه الكفاية إذ يكون الحَكَم غير قادر على التمييز بشكل موثوق -على أساس محتوى المحادثة وحده- بين البرنامج وإنسان حقيقي.
في عام 1957، أحدث كتاب التراكيب النحوية لنعوم تشومسكي ثورة في علم اللسانيات بعرضه «القواعد النحوية العالمية»، وهو نظام قائم على قاعدة التراكيب النحوية.
تضمنت تجربة جورج تاون عام 1954 ترجمة تلقائية بالكامل لأكثر من ستين جملة روسية إلى الإنجليزية. ادعى مؤلفو البرنامج أنه في غضون ثلاث أو خمس سنوات ستُحل مشكلة الترجمة الآلية. ومع ذلك، كان التقدم الحقيقي أبطأ بكثير، فبعد تقرير لجنة «إيه إل بّي إيه سي» عام 1966، الذي وجد أن عشر سنوات من البحث قد فشلت في تلبية التوقعات، خُفِض تمويل أبحاث الترجمة الآلية بشكل كبير. أُجري قليل من الأبحاث الإضافية في الترجمة الآلية حتى أواخر ثمانينيات القرن العشرين، عندما طُوّر أول أنظمة الترجمة الآلية الإحصائية.
كانت بعض أنظمة البرمجة اللغوية العصبية (إن إل بّي) الناجحة التي طُوّرت في ستينيات القرن العشرين من نوع «إس إتش آر دي إل يو»، وهو نظام لغة طبيعي يعمل في «عوالم القوالب» المحدودة مع مفردات محدودة.
في عام 1969، قدّم روجر شانك نظرية التبعية التصورية لفهم اللغة الطبيعية. استخدم هذا النموذج، الذي تأثر جزئيًا بأعمال سيدني لامب، على نطاق واسع طلابُ شانك في جامعة ييل، مثل روبرت ويلنسكي، وويندي لينيرت، وجانيت كولودنر.
في عام 1970، قدم وليام إيه. وودز شبكة الانتقال الموسعة (إيه تي إن) لتمثيل مدخلات اللغة الطبيعية. بدلًا من قواعد بنية العبارة، استخدمت شبكات «إيه تي إن» مجموعة مكافئة من آليات الحالة المحدودة ذاتية الحركة التي كانت تُستدعى ارتداديًا. استمر استخدام شبكات «إيه تي إن» وتنسيقها الأكثر عمومية المسمى «شبكات إيه تي إن المعممة» لعدة سنوات. خلال سبعينيات القرن العشرين، بدأ العديد من المبرمجين بكتابة «الأنطولوجيات التصورية»، التي صاغت معلومات العالم الحقيقي إلى بيانات يمكن للكمبيوتر فهمها. ومن الأمثلة على ذلك «إم إيه آر جي آي إي» (شرانك 1975)، و«إس إيه إم» (كويلنغفورد، 1978)، و«بّي إيه إم» (ويلنسكي، 1978)، وتيل سبين (ميهان، 1976)، و«كيو يو إيه إل إم» (لينيرت،1977)، ووليتيكس (كاربونيل، 1979)، وبلوت يونتس (لينيرت،1981). خلال هذا الوقت، كُتِبت برامج العديد من روبوتات الدردشة بما في ذلك باري، وراكتر، وجابرواكي.